# Селим, Мохамед Ибрагим
Мохамед Ибрагим Хассан Селим (араб. محمد إبراهيم سليم‎; 1916, Каир , Египет—?) — египетский военный и государственный деятель, военачальник Египта, первый начальник Генерального штаба ВС Египта (1952—1959), министр военной промышленности Египта  ( с 22.09.1971 по 27.10.1972), Генерал-лейтенант ВС Египта. Основатель и первый руководитель Военно-технического колледжа в Египте (1957—1971), военный инженер, педагог. Доктор наук.

## Биография
Обучался до 1938 г. электротехнике в Каирском университете. В 1958 году получил степень доктора наук в Александрийском университете, в 1962 году получил докторскую степень в области инженерии там же.
Участвовал в Арабо-израильской войне (1947—1949), Суэцкого кризиса 1956 г.. Во время Шестидневной войны 1967 г. оказывал техническую поддержку египетской армии, проводил технические исследования для разработки специального оборудования для ВС Египта.

## Награды
- Кавалер большой ленты ордена «Заслуг»
- Орден Нила
- Медали за отличную службу.
- Военная премия в области науки 1993 года